# Colony Wars
Colony Wars est une série de jeux vidéo de combat spatial développé sur PlayStation par Psygnosis.

## Liste des jeux
| Année | Titre                  | Plates-formes | Éditeur                     |
| ----- | ---------------------- | ------------- | --------------------------- |
| 1997  | Colony Wars            | PlayStation   | Psygnosis                   |
| 1998  | Colony Wars: Vengeance | PlayStation   | Psygnosis                   |
| 2000  | Colony Wars: Red Sun   | PlayStation   | Sony Computer Entertainment |